# Бук, Ангелика
Ангелика Бук (в замужестве Ханке) (нем. Angelika Buck; 9 мая 1950 года, Равенсбург, Германия) — фигуристка из ФРГ, серебряный призёр чемпионатов мира 1971—1973 годов, бронзовый призёр чемпионата мира 1970 года, чемпионка Европы 1972 года, серебряный призёр чемпионатов Европы 1970, 1971 и 1973 годов, шестикратная чемпионка ФРГ 1968—1973 годов в танцах на льду.
Выступала в паре с братом Эрихом Буком. Стали первыми танцорами из ФРГ, завоевавшими титул чемпионов Европы. Создали в 1973 году Равенсбургский вальс, ставший обязательным танцем. Ангелика замужем, имеет двоих детей и внуков.

## Спортивные достижения
| Соревнования/Сезоны | 1964-65 | 1965-66 | 1966-67 | 1967-68 | 1968-69 | 1969-70 | 1970-71 | 1971-72 | 1972-73 |
| ------------------- | ------- | ------- | ------- | ------- | ------- | ------- | ------- | ------- | ------- |
| Чемпионаты мира     |         |         | 10      | 8       | 5       | 3       | 2       | 2       | 2       |
| Чемпионаты Европы   |         | 13      |         | 6       | 4       | 2       | 2       | 1       | 2       |
| Чемпионаты ФРГ      | 4       | 2       | 2       | 1       | 1       | 1       | 1       | 1       | 1       |
| Nebelhorn Trophy    |         |         |         |         |         |         | 1       | 1       |         |